# Donnie Brasco
Donnie Brasco és una pel·lícula estatunidenca dirigida per Mike Newell i estrenada l'any 1997. És una adaptació de la història real de Joseph D. Pistone, un agent de l'FBI infiltrat en la família Bonanno, una de les Cinc famílies de la màfia novaiorquesa al final dels anys 1970. Ha estat doblada al català.

## Argument
El 1978, l'agent especial de l'FBI Joseph Pistone és designat per infiltrar-se en una família de la màfia novaiorquesa, la família Bonanno. Per cobrir-se, es fa dir «Donnie Brasco» i esdevé un expert perit en diamants que ha arribat de Vero Beach a Florida. S'acosta a un modest soldat de l'organització, Benjamin Ruggiero anomenat «Lefty» i del seu capità Dominick «Sonny Black» Napolitano. Lefty no arriba pas a guanyar diners, el seu fill és un drogat, i està constantment decebut de no haver promocionat a un lloc més alt al si de la família. Comparteix amb Brasco la seva desil·lusió d'haver passat trenta anys a la màfia, d'haver matat no menys de 26 persones i de no ser més que un pistoler que segueix ordres.
En Donnie, Lefty veu un jove protegit, que podria triomfar allà on ell ha fracassat. El posa sota la seva protecció, i donant garanties per ell, Donnie és ràpidament acceptat pels altres membres de la família i esdevé un «soci». La continuació lògica del seu ascens és convertir-se en un «alliberat». Al fil del temps, Donnie, que transmet els seus enregistraments a la seva jerarquia, arriba a fer-se un lloc a l'organització. Però aviat barreja treball i vida privada i no dona més notícies a l'FBI. Pistone és conscient que el menor error en el seu treball podria suposar la seva mort o la de la seva família. A més, arriba a considerar Lefty com un amic pròxim i digne de confiança. Sap que el dia que l'FBI aturarà l'operació, s'haurà acabat Lefty.

## Repartiment
- Johnny Depp: Joseph D. Pistone / Donnie Brasco anomenat «Donnie el joier»
- Al Pacino: Benjamin «Lefty» Ruggiero
- Michael Madsen: Dominick «Sonny Black» Napolitano
- Bruno Kirby: Nicky Santora
- Anne Heche: Maggie Pistone
- Paul Giamatti: tècnic de l'FBI
- James Russo: John «Booby» Cersani
- Željko Ivanek: Tim Curley
- Gerry Becker: Dean Blandford
- Tim Blake Nelson: tècnic de l'FBI
- Val Avery: traficant
- Gretchen Mol: promesa de Sonny

## Al voltant de la pel·lícula

### Diferències amb la realitat
- Nicky Santora (Nicholas Santora) no el van matar, encara viu.
- Benjamin «Lefty» Ruggiero, nascut el 19 d'abril de 1926, va morir d'un càncer de pulmó a la presó, el 24 de novembre de 1994 amb 68 anys. Conegut també amb els malnoms de «Guns Lefty» i «Lefty Two Guns», era un soldat de la família Bonanno. Ben conegut per la seva amistat i per ser mentor de l'agent de l'FBI Joseph «Donnie Brasco» Pistone. Ruggiero hauria matat aproximadament 26 persones i va rebutjar de trencar l'omertà en el moment de la seva detenció.

## Rebuda

### Critica
- "Fluixa direcció i grandiosa escena final"[3]
- Donnie Brasco ha trobat una acollida àmpliament favorable de les crítiques especialitzades: el 87 % dels 55 comentaris recollits en el lloc Rotten Tomatoes són positius, amb una mitjana de 7,8⁄10, mentre que obté un resultat de 76⁄100 en el lloc Metacritic, per 21 comentaris recollits.[4][5]

### Box-office
Donnie Brasco va tenir un èxit comercial, totalitzant 124,909 milions de dòlars d'ingressos mundials, dels quals 41 als Estats Units.

### Premis i nominacions
- 1997: Nominada a l'Oscar: Millor guió adaptat (Paul Attanasio)
- 1997: National Board of Review: Millor actriu de repartiment (Anne Heche)
- 1997: Critics' Choice Awards: Top 10 - Millors pel·lícules de l'any
- 1997: Sindicat de Guionistes (WGA): Nominada a Millor guió adaptat Crítica